# Campionato greco di calcio a 5 1998-1999
Il campionato greco di calcio a 5 1998-1999 è stato il secondo campionato greco di calcio a 5, disputato durante la stagione 1998/1999. La prima fase si è composta di quattro che dovevano designare le sedici formazioni che dovevano disputare la seconda fase: i due gironi principali (rispettivamente 10 e 9 squadre), più il Peloponneso ed un quarto girone comprendente le rimanenti regioni. Dopo gli ottavi di finale in gare di andata e ritorno, nel mese di maggio 1999 si è svolta la fase finale che ha designato campione il Kosmos Voria Proastia.

## Squadre qualificate

### Girone 1
- Athina 90
- Ag.Lazaros
- Olimpiada Agia Paraskevi
- Kosmos Voria Proastia
- Iniohos

### Girone 2
- Fimi
- Aias
- Atlas Patra
- Gerakas

### Girone 3 (Peloponneso)
- Atlas Patra
- Nafplio '98
- Omonia Kalamata

### Girone 4 (Altre regioni)
- Pigasos Ioannina
- Palesviakos
- Arion Sitia
- Niki Rodos

## Fase finale

### Ottavi
|  | Gerakas | 1 – 8 1 – 5 | Athina 90 |  |

|  | Atlas Patra | 8 – 4 3 – 4 | Ag.Lazaros |  |

|  | Kosmos Voria Proastia | 7 – 3 8 – 7 | Fimi |  |

|  | Olimpiada Agia Paraskevi | 4 – 7 3 – 11 | Aias |  |

|  | Iniohos | 5 – 2 1 – 5 | Nafplio '98 |  |

|  | Omonia Kalamata | 6 – 9 0 – 2 (TAV) | Atlas Patra |  |

|  | Niki Rodos | 0 – 2 (TAV) | Arion Sitia |  |

|  | Palesviakos | 0 – 2 (TAV) | Pigasos Ioannina |  |

### Quarti
| 23 maggio 1999 | Atlas Patra | 11 – 0 | Arion Sitia |  |

| 23 maggio 1999 | Aias | 5 – 7 | Kosmos Voria Proastia |  |

| 23 maggio 1999 | Atlas Patra | 9 – 2 | Pigasos Ioannina |  |

| 23 maggio 1999 | Athina 90 | 4 – 6 | Nafplio '98 |  |

### Semifinali
| 29 maggio 1999 | Atlas Patra | 6 – 8 | Nafplio '98 |  |

| 29 maggio 1999 | Kosmos Voria Proastia | 7 – 4 | Atlas Patra |  |

### Finale
| 30 maggio 1999 | Nafplio '98 | 11 – 16 | Kosmos Voria Proastia |  |